# 生かしておくには型破り過ぎるが、殺すにはレアすぎる!
『生かしておくには型破り過ぎるが、殺すにはレアすぎる!』（いかしておくにはかたやぶりすぎるが、ころすにはレアすぎる!、原題: Too Weird to Live, Too Rare to Die!）は、アメリカ合衆国のポップ・ロック・バンドであるパニック!アット・ザ・ディスコの4作目のスタジオ・アルバム。2013年10月8日にフュエルド・バイ・ラーメンおよびディケイダンス・レコードから発売された。ブッチ・ウォーカーがプロデュースを手がけた本作は、2010年より活動を共にしているベーシストのダロン・ウィークスが参加した唯一のアルバムで、2015年に脱退したドラマーのスペンサー・スミスが参加した最後のアルバムとなっている。
フロントマンのブレンドン・ユーリーが「パーティー・レコード」と称する本作には、先行シングルとして発売された「ミス・ジャクソン」、「ディス・イズ・ゴスペル」、「ガールズ/ガールズ/ボーイズ」など全10曲が収録された。
Billboard 200では、2008年に発売された『プリティ。オッド。』以来2度目の初登場2位を記録。アメリカレコード協会からは2019年3月15日付でプラチナ認定を受けた。

## 構成
本作はユーリーいわく「ルールがない」ヒップホップに触発された作品となっている。作曲面では前作『悪徳と美徳』においてギターやピアノが主体となっていたのに対し、本作ではシンセサイザーやキーボードが主に使用されている。
アルバムの音楽性は、ポップ、シンセポップ、ポップ・ロック、ポップ・パンク、エレクトロ・ポップ、インディー・ロック、エレクトロニック、ヒップホップ、エモと見なされている。

### アルバムタイトル
アルバムタイトルは、ハンター・S・トンプソンの小説をもとに作られた映画『ラスベガスをやっつけろ』に登場する「There he goes. One of God's own prototypes. A high-powered mutant of some kind never even considered for mass production. Too weird to live, and too rare to die.」（あいつは神が創った試作品だ。大量生産に向かない強力な突然変異。生きるにも死ぬにも惜しい男だ。）という一節に由来する。

### 楽曲解説
本作でユーリーが書いた歌詞は、自身の地元であるラスベガスでの思い出や生活に触発されている。パニック!アット・ザ・ディスコは、発売前に公式Facebookで音楽、それは僕らをラスヴェガスから連れ出してくれた。僕らに世界を見せてくれた。僕らに多くの素晴らしいファンを与えてくれた。僕らに希望をくれた。僕らが個人としてユニークであることに誇りを持ち続ける勇気をくれた。音楽がその誇りをみんなをシェアさせてくれるんだ今、僕らの新章のために、僕らはラスヴェガスに戻って来た、この罪の現場へ。Too Weird To Live, Too Rare To Die！と述べた。この他にも、「個人的なこと」を歌った楽曲も含まれている。
1曲目の「ディス・イズ・ゴスペル」の歌詞は、依存症と向き合うスミスが題材となっている。大元のデモ音源はかねてよりユーリーのノートパソコンに残されていた。
アルバムの先行シングルの1つでもある2曲目の「ミス・ジャクソン」は、ユーリーの青年期に基づいており、「若かった頃はいろいろあった。ある夜1人の女の子と寝て、その次の夜はその子の友達と寝て、だけど彼女たちがどう感じたか、どういう気持ちにさせたかなんて気にかけていなかった。それから同じ目に遭った時に気づいたんだ。「ああ、そういう感じか。実に不愉快だ」ってね」と語っている。
「ヴェガス・ライツ」は、ユーリーがクラブに行ったときに感じたことを反映した楽曲で、「ラスベガスの賛歌」にしたかったという。また、本作ではアメリカのテレビ教育番組『セサミストリート』の楽曲 "Number 5" をサンプリングして使用している。
「ガール・ザット・ユー・ラヴ」は、元々フランスでの休暇中にフランス語で書かれた楽曲。
アルバムからの第3弾シングルである「ガールズ/ガールズ/ボーイズ」の歌詞は、バイセクシャルの女性やその友人との三角関係を題材としている。
「カラー・フル」は、a-haの「テイク・オン・ミー」の影響を受けた楽曲。『PopBuzz』のジェームズ・ウィルソン＝テイラーは「『LA バンザイ』の原曲のように聞こえる」と評した。
アルバムの最後の楽曲「ジ・エンド・オブ・オール・シングス」は、ユーリーが結婚する直前に録音された楽曲で、「僕らは公の場で誓いを立てていなかったから、この曲を書いて彼女に〈僕は2人の関係をこう見ている〉と伝えた…ピアノで弾く3つのコードと僕の声。実にシンプルで実に美しい」と語っている。

## プロモーション

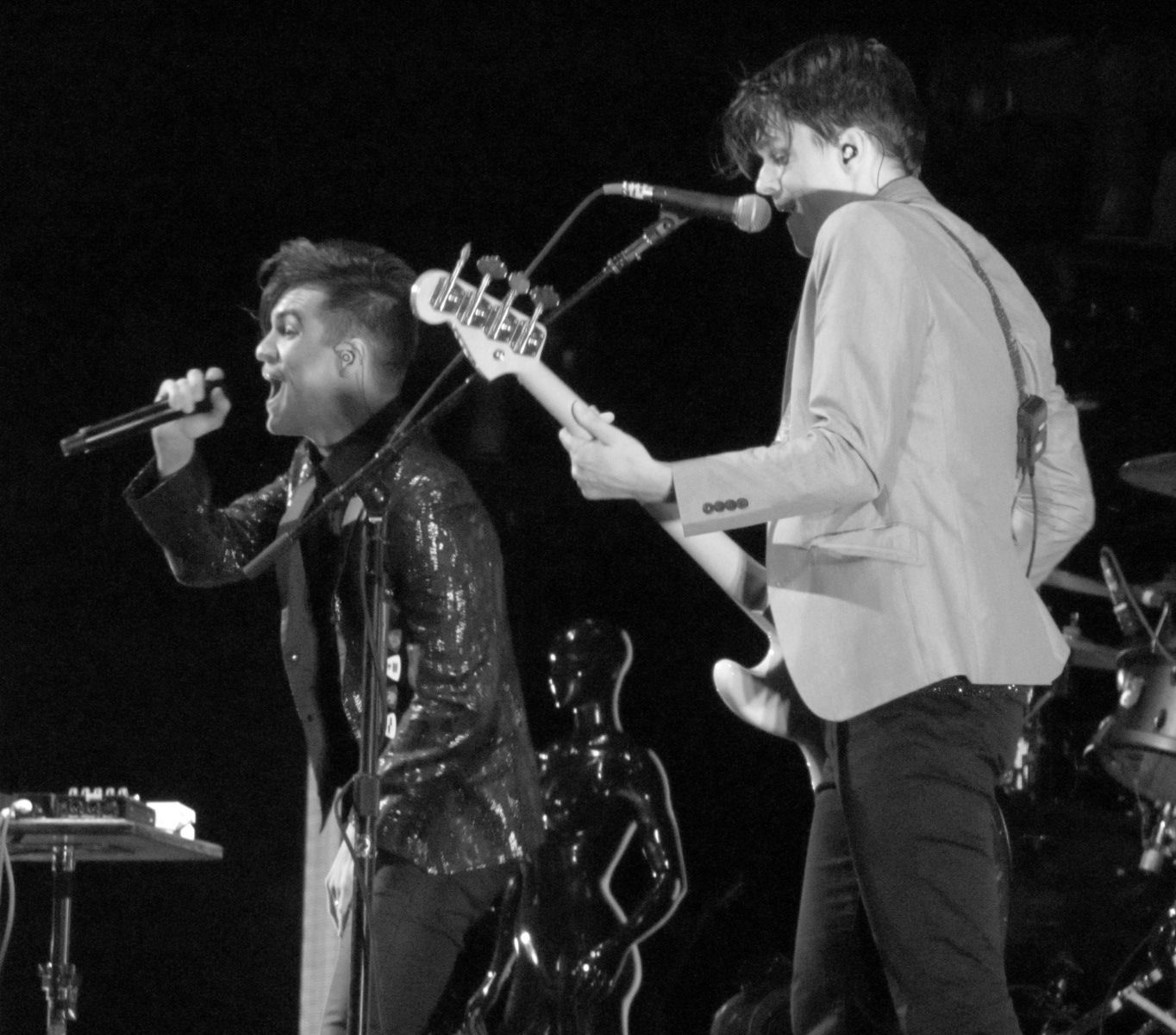
フォール・アウト・ボーイのヘッドライニング・ツアー『Save Rock and Roll Tour』のブルックリン公演（2013年9月7日）に参加した時のユーリー（左）とウィークス（右）

2013年7月15日、バンドは10月8日に『生かしておくには型破り過ぎるが、殺すにはレアすぎる!』を発売することを発表し、同日にアルバムからの第1弾シングルとして「ミス・ジャクソン」を発売した。8月13日、アルバムのアートワークと収録曲が公表された。ジャケット写真には虹色の煙を放つタバコを吸うユーリーが被写体となった白黒写真が使用された。後のインタビューで、ユーリーはこのジャケット写真で「自分とは別の人物」を演じたと説明している。
本作の発売に伴うツアーが8月1日から11月21日にかけてアメリカやヨーロッパで行なわれ、その期間中の9月5日から9月29日にかけて開催されたフォール・アウト・ボーイのヘッドライニング・ツアー『Save Rock and Roll Tour』に参加、10月11日には発売記念の公演がラスベガスにあるブールバール・プールで行なわれた。発売後の2014年1月14日から2月16日にかけて本作を引っさげた『Too Weird To Live, Too Rare To Die! Tour』が開催され、7月18日から8月28日にかけて『The Gospel Tour』が開催された。これらのツアーでは、7月にアルコールおよび処方薬依存を告白したスミスがリバビリのためにツアーに不参加であったため、代役としてバレンシアのダン・パウロヴィッチが参加した。

## 評価

### 第三者による評価
| 専門評論家によるレビュー | 専門評論家によるレビュー |
| 総スコア                 | 総スコア                 |
| 出典                     | 評価                     |
| ------------------------ | ------------------------ |
| AnyDecentMusic?          | 6.1/10                   |
| Metacritic               | 72/100                   |
| レビュー・スコア         |                          |
| 出典                     | 評価                     |
| AllMusic                 | [ 5 ]                    |
| Alternative Press        | [ 6 ]                    |
| American Songwriter      | [ 34 ]                   |
| DIY                      | [ 35 ]                   |
| Evening Standard         | [ 36 ]                   |
| Kerrang!                 | 4/5                      |
| Newsday                  | A-                       |
| PopMatters               | 4/10                     |
| Rolling Stone            | [ 38 ]                   |
| Time Out                 | [ 39 ]                   |

アルバム『生かしておくには型破り過ぎるが、殺すにはレアすぎる!』について、『Metacritic』は8件の評論家のレビューを基に100点満点中の72点をつけた。
『オールミュージック』のマット・カラーは、アルバム内で様々なジャンルを追求している点を称賛した。『アメリカン・ソングライター』誌のエリック・アレンは、「バラエティ豊かな楽曲たちは一聴しただけではまったくつながりがないように思えるが、ブレンドン・ユーリーの非常に個人的かつ内省的な歌詞がそれらすべてをテーマ別に結びつけている」と評した。
音楽ライターの網田有紀子は、最新のヒップホップ(ルールがないところに刺激を受ける、とブレンドン)も80年代のヴァイブも自在に取り入れて、地元ラスベガスのネオンみたいな華やかさと共に彼らの「今」を素直に出しきったサウンドが新鮮であり、ブッチ・ウォーカーのプロデュースでポップに仕上げているのも上手いと評した。『激ロック』のムラオカは、全編通して聴くとまるでドラマティックなミュージカルを見ているような気分にさせてくれる。展開も絶妙で聞き手に息を付かせぬとはこのことだろうと評した。
『ポップマターズ』のジョーダン・ブルムは「『悪徳と美徳』の続編のような作品」とし、「あまりにも不愉快でぱっとしないうえに、聴く気にもなれない」と評した。『ワシントン・ポスト』紙のキャサリン・P・ルイスは「作詞作曲の面での欠陥」を指摘し、中でも「ジ・エンド・オブ・オール・シングス」について「他のアルバム曲とあまりにも調和しておらず、後からとってつけたように感じる」と評した。

### チャート成績
アルバム『生かしておくには型破り過ぎるが、殺すにはレアすぎる!』は、発売初週で84,000枚を売り上げ、Billboard 200で2008年に発売された『プリティ。オッド。』以来2作目の初登場2位を記録した。同じく『ビルボード』誌のTop Altertive AlbumsとTop Rock Albumsでは第1位を獲得し、年間チャートではそれぞれ第31位と第51位に入った。

## 収録曲

### CD
| #         | タイトル                                                      | 作詞・作曲 | 時間  |
| --------- | ------------------------------------------------------------- | --- | ----- |
| 1.        | 「ディス・イズ・ゴスペル」(This Is Gospel)                    | ブレンドン・ユーリー ダロン・ウィークス ジェイク・シンクレア                                                            | 3:07  |
| 2.        | 「ミス・ジャクソン (feat. Lolo)」(Miss Jackson (feat. Lolo))  | ブレンドン・ユーリー ブッチ・ウォーカー ジェイク・シンクレア アミール・サレム ローレン・プリチャード アレックス・グース | 3:12  |
| 3.        | 「ヴェガス・ライツ」(Vegas Lights)                            | ブレンドン・ユーリー ダロン・ウィークス ブッチ・ウォーカー ジム・ヘンソン ジョセフ・ラポソ                              | 3:10  |
| 4.        | 「ガール・ザット・ユー・ラヴ」(Girl That You Love)            | ブレンドン・ユーリー ダロン・ウィークス                                                                                 | 3:09  |
| 5.        | 「ニコチン」(Nicotine)                                        | ブレンドン・ユーリー ダロン・ウィークス アミール・サレム                                                                | 3:06  |
| 6.        | 「ガールズ/ガールズ/ボーイズ」(Girls / Girls / Boys)          | ブレンドン・ユーリー ダロン・ウィークス                                                                                 | 3:26  |
| 7.        | 「カジュアル・アフェアー」(Casual Affair)                     | ブレンドン・ユーリー | 3:17  |
| 8.        | 「ファー・トゥー・ヤング・トゥ・ダイ」(Far Too Young to Die)  | ブレンドン・ユーリー ダロン・ウィークス                                                                                 | 3:17  |
| 9.        | 「カラー・フル」(Collar Full)                                 | ブレンドン・ユーリー ダロン・ウィークス                                                                                 | 3:18  |
| 10.       | 「ジ・エンド・オブ・オール・シングス」(The End of All Things) | ブレンドン・ユーリー | 3:32  |
| 合計時間: | 合計時間:                                                     | 合計時間: | 32:34 |

| #         | タイトル                                                                        | 作詞・作曲                              | 時間  |
| --------- | ------------------------------------------------------------------------------- | --------------------------------------- | ----- |
| 11.       | 「キャント・ファイト・アゲインスト・ザ・ユース」(Can't Fight Against the Youth) | ブレンドン・ユーリー ダロン・ウィークス | 2:45  |
| 12.       | 「オール・ザ・ボーイズ」(All the Boys)                                          | ダロン・ウィークス                      | 3:12  |
| 合計時間: | 合計時間:                                                                       | 合計時間:                               | 38:31 |

### LP
A面
1. ディス・イズ・ゴスペル
2. ミス・ジャクソン (feat. Lolo)
3. ヴェガス・ライツ
4. ガール・ザット・ユー・ラヴ
5. ニコチン

B面
1. ガールズ/ガールズ/ボーイズ
2. カジュアル・アフェアー
3. ファー・トゥー・ヤング・トゥ・ダイ
4. カラー・フル
5. ジ・エンド・オブ・オール・シングス

## クレジット
※出典
パニック!アット・ザ・ディスコ
- ブレンドン・ユーリー – リード・ボーカル、ギター、ピアノ、キーボード、シンセサイザー、プログラミング
- スペンサー・スミス – ドラム、パーカッション
- ダロン・ウィークス – ベース、バックグラウンド・ボーカル

外部ミュージシャン
- ブッチ・ウォーカー – 追加のギター、バックグラウンド・ボーカル、プロデュース
- ロブ・メイセス – ストリングスアレンジ、指揮者
- Lolo – ボーカル（M2）
- ジュリアン・リーパー – コンサートマスター
- エムリン・シングルトン – ヴァイオリン（リーダー）
- ピーター・レイル – ヴィオラ（リーダー）
- デイヴ・ダニエルズ – チェロ（リーダー）

録音
- ジェイク・シンクレア – レコーディング・エンジニア、ミキシング
- トッド・ストペラ – アシスタント・エンジニア
- アミール・サレム – アディショナル・エンジニア
- ジョナサン・アレン – レコーディング・エンジニア（ストリングス）
- クリス・バレット – アシスタント・エンジニア（ストリングス）
- テッド・ジェンセン – マスタリング

アートワーク
- アレックス・R・カーズナー – クリエイティヴ・ディレクター、写真、デザイン
- パニック!アット・ザ・ディスコ – クリエイティヴ・ディレクター
- クリス・フェルプス – 追加の写真
- アンソニー・フランコ – スタイリング

## チャート

### 週間チャート
| チャート (2013年)                      | 最高位 |
| -------------------------------------- | ------ |
| オーストラリア (ARIA)                  | 26     |
| オーストリア (Ö3 Austria)              | 70     |
| ベルギー (Ultratop Flanders)           | 79     |
| ベルギー (Ultratop Wallonia)           | 175    |
| カナダ (Billboard)                     | 8      |
| フィンランド (Suomen virallinen lista) | 46     |
| ドイツ (Offizielle Top 100)            | 99     |
| アイルランド (IRMA)                    | 23     |
| 日本 (オリコン)                        | 105    |
| オランダ (MegaCharts)                  | 77     |
| ニュージーランド (RMNZ)                | 15     |
| ベルギー (Ultratop Flanders)           | 79     |
| スコットランド (OCC)                   | 8      |
| UK アルバムズ (OCC)                    | 10     |
| US Billboard 200                       | 2      |
| US Top Alternative Albums (Billboard)  | 1      |
| US Top Rock Albums (Billboard)         | 1      |

### 年間チャート
| チャート (2013年)                     | 順位 |
| ------------------------------------- | ---- |
| US Top Alternative Albums (Billboard) | 31   |
| US Top Rock Albums (Billboard)        | 51   |

| チャート (2014年)                     | 順位 |
| ------------------------------------- | ---- |
| US Top Alternative Albums (Billboard) | 37   |
| US Billboard 200                      | 177  |
| US Top Rock Albums (Billboard)        | 40   |

| チャート (2016年) | 順位 |
| ----------------- | ---- |
| US Billboard 200  | 171  |

## 認定
| 国/地域                          | 認定     | 認定/売上数 |
| -------------------------------- | -------- | ----------- |
| カナダ (Music Canada)            | Gold     | 40,000      |
| イギリス (BPI)                   | Gold     | 100,000     |
| アメリカ合衆国 (RIAA)            | Platinum | 1,000,000   |
| 認定のみに基づく売上数と再生回数 |          |             |